# Twentyone
A Twentyone című lemez a European Mantra nevű magyar együttes harmadik nagylemeze, amelyet 2007. október 15-én mutattak be a közönségnek egy lemezbemutató koncert alkalmával. Címe a 21 fős közreműködőkre utal (az angol "twentyone" szó magyarul "21"-et jelent), ugyanis ennél a lemeznél az együttes a Free Style Chamber Orchestra zenekarral játszott együtt áthangszerelt Mantra számokat akusztikus hangszereken. A lemez stílusát elég nehéz bekategorizálni, mivel eléggé sok zenei műfajt ötvöztek benne a zenészek, de talán inkább az instrumentális rock és a dzsessz műfajba sorolható.

## Számlista
Az összes szám szerzője a European Mantra. 
| 1.      | E-Flat                     | 7:10  |
| 2.      | F-Blues                    | 11:20 |
| 3.      | Peter Papesch              | 6:38  |
| 4.      | After The Scofield Concert | 7:45  |
| 5.      | NuBlues                    | 5:21  |
| 6.      | Curious Rabbit             | 7:50  |
| 7.      | Turn                       | 9:28  |
| 8.      | In Memoriam Etel           | 2:29  |
| 9.      | Ill & O+A                  | 6:51  |
| 10.     | Vox-Kox-Nox                | 7:21  |
| 11.     | (Hidden track)             | 1:00  |
| 1:13:13 |                            |       |

## Közreműködők

### European Mantra
- Borlai Gergő – dob
- Lukács Péter – gitár
- Nagy János – billentyűs hangszerek
- Papesch Péter – basszusgitár

### Free Style Chamber Orchestra
- Balázs Gergő - koncertmester, hegedű
- Pálhegyi Máté - furulya
- Lato Frankie - hegedű
- Raposa Krisztina – hegedű
- Czenner Krisztina – hegedű
- Szirtes Edina – hegedű
- Molnár Bea – hegedű
- Pados Krisztina - hegedű
- Marko János – brácsa
- Haraszti Krisztina - brácsa
- Kertész Endre – cselló
- Horváth Balázs – basszusgitár
- Berdisz Tamás – dobok
- Ablonczy Keve – klarinét, basszusklarinét
- Zsemlye Sándor – szopránszaxofon
- Blaskó Mihály - fagott
- Szerényi Béla - verkli

## Külső hivatkozások
- Hivatalos oldal Archiválva 2008. december 10-i dátummal a Wayback Machine-ben
- Myspace (angolul)
- Smart Music
- Lemezbemutató koncert beszámoló